# Maître du trésor

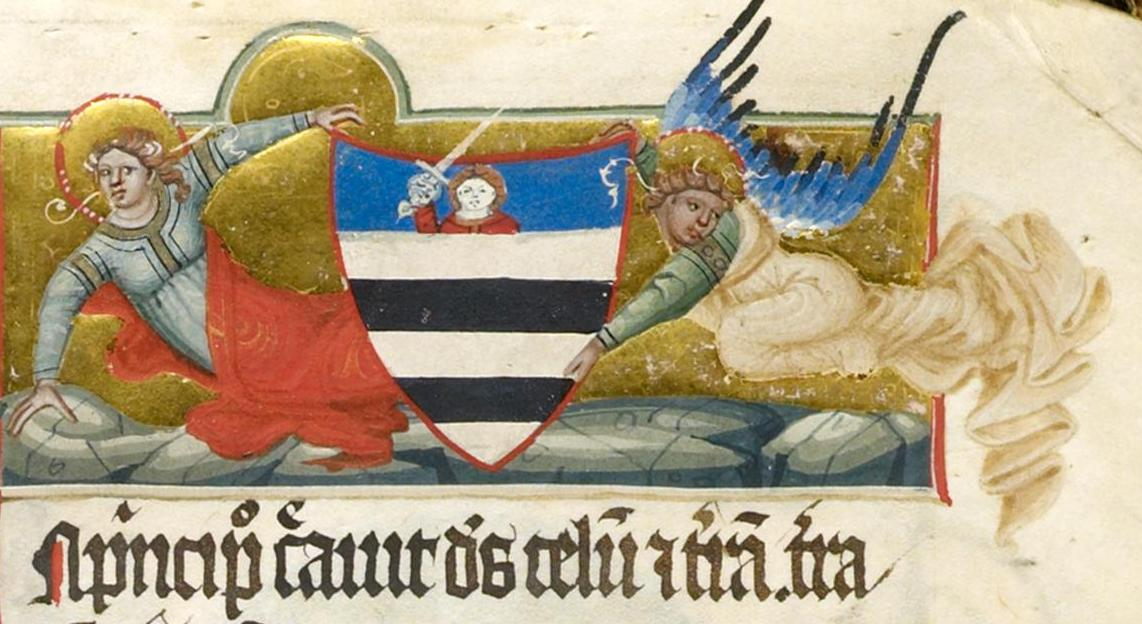
Les armoiries de Demeter Nekcsei, co-capitaine de Charles Ier, sur la miniature de la Bible de Nekcsei.

Le maître du trésor ou grand trésorier (en hongrois : tárnokmester ; en allemand : Königliche Ober-Schatzmeister ; en latin : magister tavarnicorum, magister tavernocorum regalium ou encore summus camerarius ; taverník en slovaque), est un office royal du royaume de Hongrie à partir du XIIe siècle. 
Initialement responsables de la collecte et de l'administration des recettes royales, leur fonction acquiert au fil du temps une importance de plus en plus juridique, jusqu'à compter parmi les plus hauts magistrats du royaume. À partir du XIVe siècle, ils président les cours d'appel des villes libres royales suivantes :  Buda, Bártfa (Bardejov, Slovaquie), Eperjes (Prešov, ibid.), Kassa (Košice, ibid.), Nagyszombat (Trnava, ibid.), et Pressburg (Pozsony, Bratislava, ibid.). 
Après la création de la Chambre de Hongrie (l'autorité financière et économique suprême du royaume de Hongrie entre 1528 et 1848), l'influence du maître du trésor décroit. La fonction est abolie de facto en 1848, mais continue d'exister officiellement jusqu'en 1918 comme la quatrième plus haute dignité du royaume. Le Maître du trésor était membre de la Chambre des magnats et jouait un certain rôle dans le couronnement du roi.

## Sources
- Györffy, György, István király és műve, 2. kiadás, Gondolat, Budapest, 524. o.  (ISBN 963-281-221-2)
- Magyar történelmi fogalomtár, szerkesztette Bán Péter, Gondolat, Budapest, 194-195. o. 1989,  (ISBN 963282203X),  (ISBN 9789632822037)
- Fügedi, Erik. Ispánok, bárók, kiskirályok. Magvető, 47-48. o.  (ISBN 963-14-0582-6) (1986)